# Géo Grandjean
Géo Grandjean est un industriel chocolatier et résistant français né le 29 avril 1896 à Constantinople et exécuté le 16 août 1944 en forêt de Montmorency à Domont. 

## Biographie
Armand Augustin Georges Grandjean est le fils de Charles Armand Grandjean, attaché à la Banque impériale ottomane, administrateur de la Banque française pour le commerce et l'industrie, et de Louise Élisa Elvire Marguerite Huardel. Il épouse Gabrielle Ida Lefaivre, petite-fille d'Albert Lefaivre et nièce de Maurice de Lagotellerie. Veuve, son épouse se remariera avec le duc de Montmorency, Louis de Talleyrand-Périgord.
Il est blessé lors de la Première Guerre mondiale.
En 1934, il acquiert le château des Forgets, à L'Isle-Adam. Il y fonde une fabrique de chocolat suisse. 

### Résistance
Officier de réserve, il est mobilité le 3 septembre 1939 au sein du 194e régiment d'artillerie et est fait prisonnier à Jouarre le 10 juin 1940.
Il s'engage, sous le nom de « Géo », dans la Résistance au sein des Forces françaises de l'intérieur (FFI) de L'Isle-Adam. Devenant chef de groupe des maquisards de la forêt de Carnelle, il se sert de son château comme de base pour le maquis, y cachant des stocks d'armes et de munitions, ainsi que des parachutistes alliés. 
Le 15 août 1944, à la suite d'attaques orchestrées par le maquis, Georges Grandjean est arrêté par les Allemands aux Forgets. Torturé, il est conduit à la feldgendarmerie d'Enghien pour interrogatoire. Avec les prisonniers pris à Nerville-la-Forêt, il est emmené et fusillé à la mitrailleuse par les SS, dans la forêt de Montmorency, à Domont.

## Décorations
- Chevalier de la Légion d'honneur
- Croix de guerre 1939-1945 avec palmes

## Hommages
- Square Géo-Grandjean, à L'Isle-Adam

## Sources
- Bernard Baray, Au fil des ans : l'Isle-Adam, Parmain. Derniers seigneurs et temps nouveaux, 1527-1945, 1990